# Стецковка (Харьковская область)
Стецковка (укр. Стецьківка), село, 
Андреевский сельский совет,
Великобурлукский район,
Харьковская область.
Код КОАТУУ — 6321480505. Население по переписи 2001 г. составляет 219 (106/113 м/ж) человек.

## Географическое положение
Село Стецковка находится на реке Нижняя Двуречная, выше по течению в 2-х км расположено село Андреевка, ниже в 3-х км — село Касьяновка.

## История
- 1868 - дата основания.

## Экономика
- В селе есть молочно-товарная ферма.

## Объекты социальной сферы
- Клуб.
- Фельдшерско-акушерский пункт.